# Näsgrimma

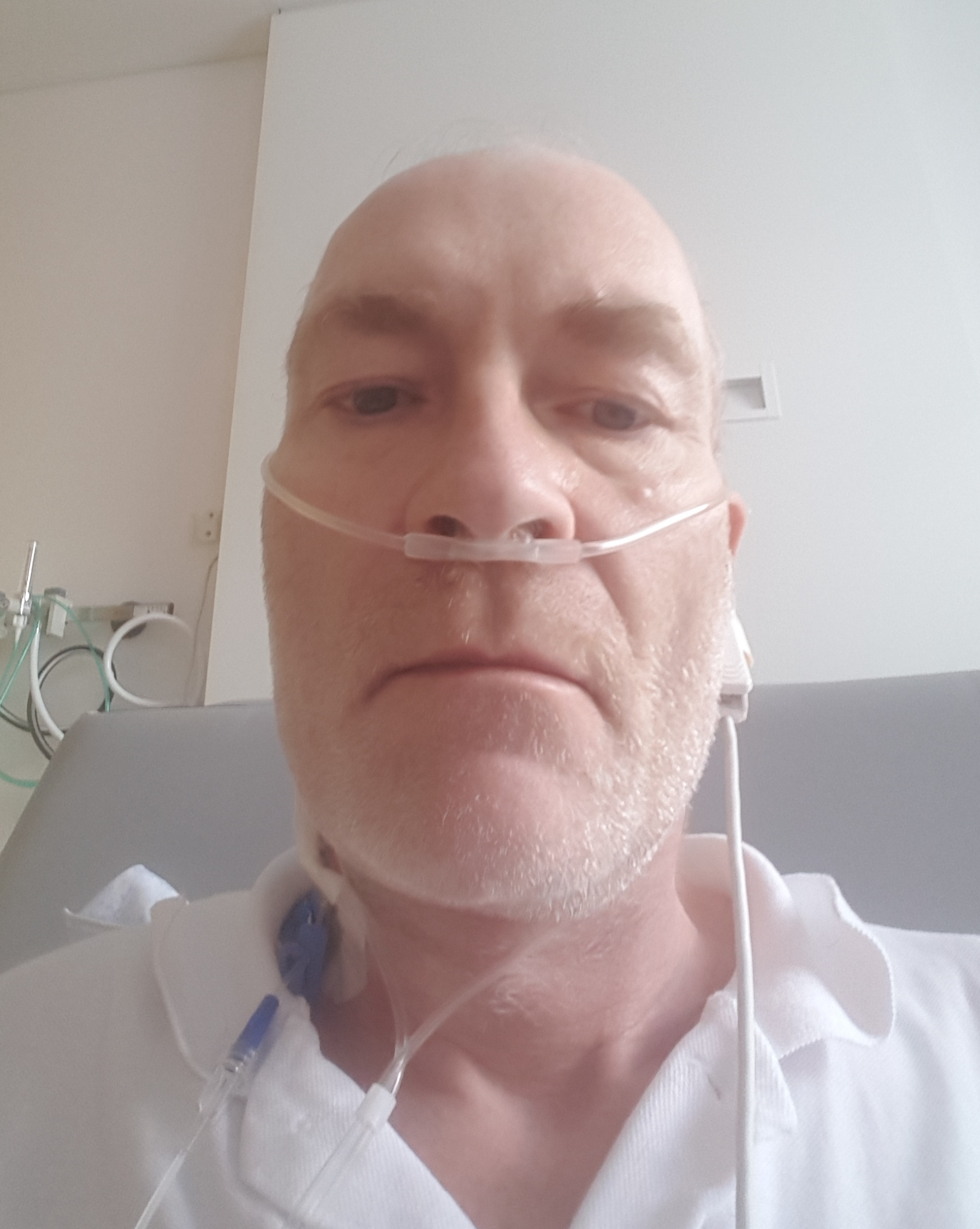
Näsgrimma i sjukvården.

Näsgrimma är en typ av grimma inom sjukvården, bestående av en lättare luftslang kring ansiktet som tillför en patient syrgas rakt in i näsan.